# Muzeum 1 Pułku Ułanów Krechowieckich w Augustowie
Muzeum 1 Pułku Ułanów Krechowieckich w Augustowie – muzeum z siedzibą w Augustowie. Placówka mieści się w wieży augustowskiego Kościoła Matki Bożej Częstochowskiej - dawnym pułkowym kościele garnizonowym. W placówce znajdują się zbiory, poświęcone historii 1 Pułku Ułanów Krechowieckich, stacjonującego w mieście do 1939 roku. W ramach ekspozycji prezentowane jest umundurowanie, zdjęcia, dokumenty, odznaczenia oraz elementy żołnierskiego wyposażenia.